# 午間快綫
《午間快綫》，前身為《鳳凰午間新聞》（英語：Phoenix News Express），是鳳凰衛視香港台的午間新聞節目，也是鳳凰衛視香港台粵語新聞節目中的其中一檔。
2024年6月24日，《午間快綫》恢復播出，並配上繁體中文字幕。
香港其他電視台同類節目有無綫電視翡翠台和無綫新聞台的《午間新聞》、HOY TV及HOY資訊台的《午間新聞》、now寬頻電視及ViuTV的《Now午間新聞》（ViuTV稱為《午間新聞》）。

## 歷史
鳳凰衛視2022年1月1日改版後，以早中晚三時段各1小時的《香港晨報》、《午間快線》、《全球新聞報道》新聞節目為基礎提供粵語新聞。2024年4月22日，鳳凰衛視香港台取代無綫財經體育資訊台。

## 播出时间
鳳凰衛視香港台：香港時間每日中午13:00-13:57，播出時長為57分鐘；2022年2月起播出時長減少至27分鐘，中午13:30-13:57僅作重播其他節目包括香港新視點或時事大破解。2024年6月24日起，播出時長恢復為57分鐘。

《鳳凰午間新聞》的片頭（4:3，2011年3月28日至2013年12月31日）

《鳳凰午間新聞》每日13:00-13:30、13:30-14:00。播出時長為27分鐘，播毕后播出3分鐘片長的《凤凰气象站》。。

### 主播

#### 現任主播
- 黃浩棋（首席主播）
- 李匡民
- 卓麗雯
- 陳冠生
- 彭紹經
- 黃迪瑋
- 盧卓瑤
- 劉紫鳳
- 林燕玲
- 麥景榕
- 林鶴軒

#### 曾任主播
- 曾詠珊
- 黃德藍
- 朱家怡
- 何靜雯
- 羅振邦
- 廖靖雯
- 趙嘉韻
- 黃珊（已轉職至無綫新聞）
- 金盈
- 黃合秀（已轉職至香港有線新聞）
- 李卓敏
- 馬琛沂
- 蕭莉
- 葉芷樺（已轉職至無綫新聞）
- 舒振輝

## 特別改動
- 2023年10月25日，因應要直播香港特区行政长官李家超在特区立法会宣读行政长官2023年施政报告實況，當日《午間快綫》暫停播出。
- 2024年1月1日，因應要直播美國紐約時報廣場除夕倒數活動實況，當日《午間快綫》提前至12:59開始。
- 2024年6月25日，因應要直播嫦娥六號着陸地球實況，當日《午間快綫》延至14：30完結。
- 2024年6月28日，因應要直播中聯辦主任鄭雁雄發表講話，當日《午間快綫》提前至12:30開始。
- 2024年7月3日，因應要直播國家主席習近平國事訪問哈薩克斯坦實況，當日《午間快綫》提前至12:58開始。
- 2024年10月16日，因應要直播香港特区行政长官李家超在特区立法会宣读行政长官2024年施政报告實況，當日《午間快綫》延至13：42開始。
- 2025年1月1日，因應要直播美國紐約時報廣場除夕倒數活動實況，當日《午間快綫》提前至12:58開始。
- 2025年2月26日，因應要直播香港特區財政司司長陳茂波在特區立法會宣讀2025-26年度財政預算案實況，當日《午間快綫》延至13：13開始。

## 相關節目
- 香港晨報（前身為鳳凰晨早新聞，已停播）
- 全球新聞報道（前身為鳳凰六點新聞，自2024年4月22日至2024年6月23日為香港台唯一一檔粵語新聞節目）
- 晚間專綫（前身為鳳凰晚間新聞，於2025年7月1日起復播）